# Scottish First Division 2011/12
Die Scottish Football League First Division wurde 2011/12 zum 37. Mal als nur noch zweithöchste schottische Liga unter diesem Namen ausgetragen. In der zweithöchsten Fußball-Spielklasse der Herren in Schottland traten in der Saison 2011/12, 10 Klubs in insgesamt 36 Spieltagen gegeneinander an. Jedes Team spielte jeweils viermal gegen jedes andere Team. Bei Punktgleichheit zählte die Tordifferenz.
Die Meisterschaft gewann Ross County, das sich zusammen mit dem Tabellenzweiten FC Dundee gleichzeitig die Teilnahme an der Premier-League-Saison 2012/13 sicherte. Absteigen in die Second Division mussten Ayr United nach verlorener Relegation sowie Queen of the South. Torschützenkönig mit 19 Treffern wurde Colin McMenamin von Ross County.

## Statistiken

### Abschlusstabelle
| Pl. | Verein                  | Sp. | S  | U  | N  | Tore    | Diff. | Punkte |
| --- | ----------------------- | --- | -- | -- | -- | ------- | ----- | ------ |
| 1.  | Ross County             | 36  | 22 | 13 | 1  | 072:320 | +40   | 79     |
| 2.  | FC Dundee               | 36  | 15 | 10 | 11 | 053:430 | +10   | 55     |
| 3.  | FC Falkirk              | 36  | 13 | 13 | 10 | 053:480 | +5    | 52     |
| 4.  | Hamilton Academical (A) | 36  | 14 | 7  | 15 | 055:560 | −1    | 49     |
| 5.  | FC Livingston (N)       | 36  | 13 | 9  | 14 | 056:540 | +2    | 48     |
| 6.  | Partick Thistle         | 36  | 12 | 11 | 13 | 050:390 | +11   | 47     |
| 7.  | Raith Rovers            | 36  | 11 | 11 | 14 | 046:490 | −3    | 44     |
| 8.  | Greenock Morton         | 36  | 10 | 12 | 14 | 040:550 | −15   | 42     |
| 9.  | Ayr United (N)          | 36  | 9  | 11 | 16 | 044:670 | −23   | 38     |
| 10. | Queen of the South      | 36  | 7  | 11 | 18 | 038:640 | −26   | 32     |

Platzierungskriterien: 1. Punkte – 2. Tordifferenz – 3. geschossene Tore – 4. Direkter Vergleich (Punkte, Tordifferenz, geschossene Tore)
| Saison 2011/12 |

| Zum Saisonende 2010/11 |                                       |
| (A)                    | Absteiger aus der Premier League      |
| (N)                    | Neuaufsteiger aus der Second Division |

## Relegation
Teilnehmer an den Relegationsspielen waren Ayr United aus der diesjährigen First Division, sowie die drei Mannschaften aus der Second Division, der FC Arbroath, FC Dumbarton und Airdrie United. Die Sieger der ersten Runde spielten in der letzten Runde um einen Platz für die folgende Scottish First Division-Saison 2012/13. Durch den Zwangsabstieg der Glasgow Rangers in die Third Division, stieg Airdrie United trotz Niederlage in der zweiten Runde, in die First Division auf.
Erste Runde
Die Spiele wurden am 9./10. und 12. Mai 2012 ausgetragen.
|                | Gesamt |             | Hinspiel | Rückspiel |
| -------------- | ------ | ----------- | -------- | --------- |
| FC Dumbarton   | 2:1    | FC Arbroath | 2:1      | 0:0       |
| Airdrie United | 3:1    | Ayr United  | 0:0      | 3:1       |

Zweite Runde
Die Spiele wurden am 16. und 20. Mai 2012 ausgetragen.
|              | Gesamt |                | Hinspiel | Rückspiel |
| ------------ | ------ | -------------- | -------- | --------- |
| FC Dumbarton | 6:2    | Airdrie United | 2:1      | 4:1       |